# Villanueva de los Infantes, Ciudad Real
Villanueva de los Infantes là một đô thị thuộc Ciudad Real, Castile-La Mancha, Tây Ban Nha. Đô thị này có dân số là 6.400.